# 南部政長
南部 政長（なんぶ まさなが）は、南北朝時代の武将。南部政行の四男。

## 生涯

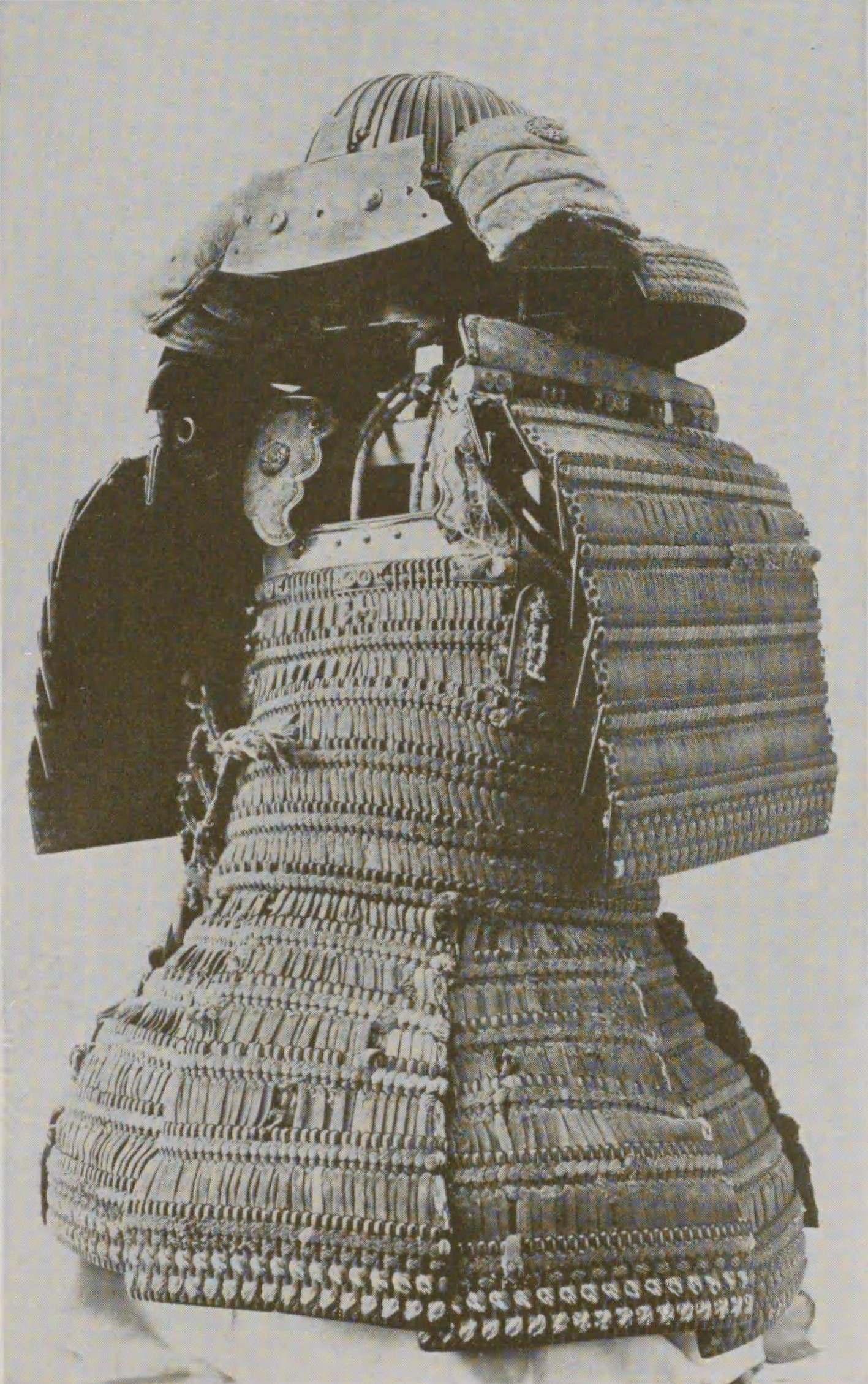
紺糸威胴丸 兜・大袖付（重要文化財、林原美術館所蔵）。政長が後村上天皇より拝領したと伝わる。

元弘3年（1333年）に新田義貞が鎌倉幕府倒幕の為に挙兵し鎌倉へ進軍すると、政長もこれに呼応して馳せ参じ、兄達と合流、新田軍に参加して武功を立てた。その恩賞として甲斐国倉見山、陸奥国糠部七戸郷に所領を与えられた。幕府滅亡直後には兄・時長、師行と共に、末期の幕政を壟断していた長崎一族と癒着して羽振りを利かせていた従兄弟の南部武行と、策動して偽文書を作成し政長達三兄弟が本来父から継承するはずであった土地を横領した異母弟の資行を訴えたが、控訴は容易には解決せず、奥州下向直前には代官の羽鳥重泰を仲介させ、迅速な裁定を催促している。
南北朝の抗争では兄・師行と共に南朝に与し、北畠顕家に協力して北条残党や北朝勢力を駆逐し、奥州の平定、統治に尽力した。建武2年（1335年）9月には山辺郡の北条残党を征伐し、顕家から称賛されている。その後は津軽の藤崎、平内を拠点に安東氏、曾我氏と戦う。師行が顕家に随伴して上洛の途に着くと、代わって根城を拠点に津軽の曾我貞光を始めとする北朝勢力と交戦、師行が戦死すると家督を引き継いだ。上洛に際して師行は政長に、安易に節操を曲げるなと遺言を残していた。
顕家の死後、奥羽の豪族達の多くが尊氏の側に恭順していったが、政長は兄の遺言を遵守して顕家の父・北畠親房と連携し南朝側として奮戦した。政長の抵抗に業を煮やした足利直義や高師直は、政長に対して北朝への帰順を促す勧告状が送り続けたが、政長はこれを拒絶して南朝支持の立場を一貫した。北畠親房の次男つまり顕家の弟・顕信が鎮守府将軍として奥州入りすると、政長は合力して奥州における南朝勢力の中核として活躍する。北上する顕信に呼応して南下し、興国元年（1340年）には岩手郡に砦を築造して稗貫郡へ侵攻し、南朝方から寝返り足利方奥州探題斯波氏に与していた稗貫氏に翌興国2年（1341年）「栗屋河合戦」で壊滅的打撃を与えた。更に和賀郡へ南下し和賀氏の居城黒岩城を包囲して和賀一族鬼柳清義を討ち取り、曾我師助も討ち取るなど目覚しい活躍をして、顕信から陸奥国甘美郡を与えられたほか、後村上天皇からはその功績に報いて太刀と鎧を下賜されている。ただし、甘美郡については当時は足利の所領であり、勲功に報いる形の形式的な下賜であった可能性もある。
四方を敵に囲まれながら奮戦した政長であったが、曾我一族が本拠地である糠部を攻撃した為に退き返さざるをえなくなり、栗原郡三迫（現在の宮城県栗原市）で北朝方と対峙している顕信との合流は頓挫して上手く連携を取ることは出来なかった。また白河の結城親朝が日和見をしたこともあって、奥羽において南朝の勢力を挽回させることは叶わなかった。
勢いに乗る足利勢は顕信、政長への圧迫を続け、貞和元年（1346年）に足利尊氏が奥州管領の吉良貞家、畠山国氏に送った御教書には、度重なる降伏勧告に政長は遂に屈して降伏した、という旨の記述があり、政長が降伏した可能性もあるが、その後の行動などを勘案すると、政長の降伏の真贋については疑問点が多く、これを尊氏の流言蜚語と解釈する研究者も多い。
流言蜚語であろうと、政長降伏の情報は奥州管領の吉良、畠山を大いに奮励させ、怒涛の勢いで顕信を追撃した。窮地に追いやられた顕信だが、尊氏と直義が対立して観応の擾乱が起こり、吉良、畠山が尊氏、直義の両者をそれぞれ奉じて二つに割れたため窮地を脱した。趨勢が二転三転していた正平15年（1360年）に没した。没する間際、八戸郷を孫の信光に、七戸郷を先だって死去した嫡男信政の後家・加伊寿御前に割譲している。家督は信光が継承した。
明治41年（1908年）に宮内省からその功績を称して正五位を贈られた。